# Saint-Symphorien (Cher)
Saint-Symphorien település Franciaországban, Cher megyében. Lakosainak száma 133 fő (2022. január 1.). Saint-Symphorien Chambon, Crézançay-sur-Cher, Ineuil, Montlouis és Venesmes községekkel határos.

## Népesség
A település népessége az elmúlt években az alábbi módon változott:
| Lakosok száma | 129  | 111  | 114  | 120  | 130  | 132  | 134  | 133  | 133  | 133  |
|               | 1968 | 1982 | 1990 | 2006 | 2013 | 2015 | 2017 | 2019 | 2020 | 2022 |